# 1605 a tudományban
Az 1605. év a tudományban és a technikában.

## Születések
- szeptember 28. – Ismaël Boulliau francia matematikus és csillagász († 1694)
- október 19. - Thomas Browne orvos, enciklopédia készítő († 1682)
- Szemjon Gyezsnyov felfedező, aki elsőként hajózott át (1648-ban) a Bering-szoroson († 1673)

## Halálozások
- december 29. - John Davis felfedező (* 1550)